# 索爾島
索爾島（英語：Thor Island），是南極洲的島嶼，位於葛拉漢地西岸，處於威爾米納灣的弗因港東部，在1960年由英國南極名稱諮詢委員會命名，現時由南極條約體系管理。